# 地域活性化・こども政策・デジタル社会形成に関する特別委員会
地域活性化・こども政策・デジタル社会形成に関する特別委員会（ちいきかっせいか・こどもせいさく・でじたるしゃかいけいせいにかんするとくべついいんかい）は、日本の衆議院に設置されている特別委員会。国会法第45条の規定に基づき設置されている。略称は、地こデジ特委。

## 概要
地域活性化・こども政策・デジタル社会形成に関する特別委員会は、衆議院に置かれている特別委員会である。地域活性化・こども政策・デジタル社会形成に関する総合的な対策を樹立するため、第211回国会から設置されている。
210回国会まで地方創生に関する総合的な対策を目的として地方創生に関する特別委員会が設置されていたが、これにこども政策とデジタル社会に関する政策審議を追加した委員会として設置された。
委員の選任は、すべて議長の指名によって行われる（衆議院規則37条・参議院規則30条1項）。実際には、各議院運営委員会において、各会派の議席数に応じて各委員会の委員の員数も配分され、個別の人事は配分された員数の範囲内で各会派によって行われる。
委員長は、委員の互選（国会法45条）で選任されると定められているが、投票によらないで動議によって選出されることがほとんどである。委員長の選挙は年長者が主催することになっている（衆議院規則101条・参議院規則80条）。事前に各会派間で協議された特別委員長各会派割当てと会派申出の候補者に基づいておこなわれる。なお、委員長に事故があった場合は理事が職務を行うことになっている（衆議院規則38条2項・参議院規則31条3項）。
理事の選任は委員の互選（衆議院規則38条1項・参議院規則31条）となっているが、委員会設置以来すべて委員長の指名により行われている。理事の員数および各会派割当ては議院運営委員会で決定した基準により、選挙など会派の構成が大きく変わった際に見直される。

### 組織
衆議院地域活性化・こども政策・デジタル社会形成に関する特別委員会の員数は35人である（衆議院規則100条）。委員長1名、理事8名が選出または指名される。
衆議院地域活性化・こども政策・デジタル社会形成に関する特別委員会の組織
2023年（令和5年）6月2日現在
- 地域活性化・こども政策・デジタル社会形成に関する特別委員長
  - 橋本岳（自由民主党・無所属の会）

- 理事
  - 今枝宗一郎、坂本哲志、田中英之、谷川弥一（自由民主党・無所属の会）
  - 坂本祐之輔、湯原俊二（立憲民主党・無所属）
  - 中司宏（日本維新の会）
  - 中川宏昌（公明党）

- 委員
  - 井原巧、石田真敏、今村雅弘、大野敬太郎、小寺裕雄、小森卓郎、鈴木隼人、谷川とむ、土屋品子、中川郁子、中曽根康隆、牧島かれん、宮路拓馬、保岡宏武、渡辺孝一（自由民主党・無所属の会）
  - 末次精一、堤かなめ、福田昭夫、緑川貴士、森田俊和（立憲民主党・無所属）
  - 住吉寛紀、堀場幸子（日本維新の会）
  - 輿水恵一、鰐淵洋子（公明党）
  - 西岡秀子（国民民主党・無所属クラブ）
  - 高橋千鶴子（日本共産党）

## 所管国務大臣等
委員会が審査又は調査を行うときは、政府に対する委員の質疑は、国務大臣又は内閣官房副長官、副大臣若しくは大臣政務官に対して行う（参議院規則42条の2）。どの国務大臣等に対して出席を求めるかは、各議院の委員会において、委員長及び理事の協議で決定される。地域活性化・こども政策・デジタル社会形成に関する特別委員会において出席を求められる主な国務大臣等は、以下の通り。
- 内閣府特命担当大臣（地方創生）、デジタル田園都市国家構想担当大臣
  - 岡田直樹（自由民主党）

- 内閣府特命担当大臣（こども政策、少子化対策、若者活躍、男女共同参画）
  - 小倉將信（自由民主党）

- 以上の国務大臣の下に置かれる内閣官房副長官、副大臣、大臣政務官など。

## 歴代委員長
| 衆議院地域活性化・こども政策・デジタル社会形成に関する特別委員長 | 衆議院地域活性化・こども政策・デジタル社会形成に関する特別委員長 | 衆議院地域活性化・こども政策・デジタル社会形成に関する特別委員長 | 衆議院地域活性化・こども政策・デジタル社会形成に関する特別委員長 |
| ---------------------------------------------------------------- | ---------------------------------------------------------------- | ---------------------------------------------------------------- | ---------------------------------------------------------------- |
| 1                                                                | 橋本岳                                                           | 2023年1月23日 - 2023年10月20日                                   | 自由民主党                                                       |
| 2                                                                | 谷公一                                                           | 2023年10月20日 - 現職                                            | 自由民主党                                                       |